# Bandiera del Kuwait
La bandiera del Kuwait è stata adottata il 7 settembre 1961, e innalzata ufficialmente il 24 novembre dello stesso anno. La bandiera è composta da tre bande orizzontali in verde, bianco e rosso, con un trapezio nero posto sul lato del pennone.
Viene comunemente denominata in arabo Alam Baladii ("La bandiera del mio paese") o più semplicemente Derti ("La mia terra").
Il significato dei colori deriva da una poesia di Safie Al-Deen Al-Hali:
- Bianco per il nostro lavoro
- Nero per le nostre lotte
- Verde per le nostre case primaverili
- Rosso per il sangue versato per combattere il nemico.

Regole per appendere e sventolare la bandiera:
- Orizzontalmente: Trapezio nero sul lato del pennone e banda verde deve essere in alto.
- Verticalmente: Trapezio nero in alto e banda verde deve essere sul lato destro della bandiera.

## Bandiere storiche

Bandiera dello Sceiccato del Kuwait (pre-1899)
Bandiera dello Sceiccato del Kuwait sotto il Protettorato britannico (1899-1909)
Bandiera kuwaitiana (1909-1915)
Bandiera kuwaitiana (1915-1956)
Ultima bandiera dello Sceiccato prima dell'indipendenza dall'Impero britannico (1956-1961)